# Polonne
Polonne (in ucraino Полонне?; in polacco Połonne; in lituano Polonė) è una città  dell'Ucraina (20 172 abitanti) situata nel distretto di Šepetivka, nell'Oblast' di Chmel'nyc'kyj. Ospita l'amministrazione della comunità territoriale di Polonne, una delle comunità territoriali dell'Ucraina.
Fino al 18 luglio 2020 Polonne è stata il centro amministrativo del distretto di Polonne, abolito come parte della riforma amministrativa dell'Ucraina, che ha ridotto a tre il numero dei distretti dell'oblast' di Chmel'nyc'kyj. L'area del distretto di Polonne è stata fusa nel distretto di Šepetivka.